# Hannes Peter Stephensen
Hannes Peter Stephensen (také Steffensen; 21. listopadu 1832, Ebeltoft – 22. března 1908, Frederiksberg) byl dánský obchodník, státní úředník a inspektor jižního Grónska.

## Život
Hannes Peter Stephensen byl synem Islanďana Olafa Stephani Stephensena (vlastním jménem Ólafur Stefánsson; 1791–1854), který emigroval do Dánska, a Dánky Birgitte Christine Petersen Windtové (1803–1839). Jeho otec byl synem Islanďana a ženy, která emigrovala na Island, otec byl Dán a matka Norka.
Stephensen začal svou kariéru jako asistent ve společnosti Královské grónské obchodní společnosti. V roce 1870 byl jmenován inspektorem jižního Grónska. Tuto funkci zastával až do roku 1882. S dvanácti lety ve funkci byl třetím nejdéle sloužícím jihogrónským inspektorem po Marcusi Nissenu Myhlenphortovi (19 let) a Carlu Peteru Holbøllovi (28 let). V roce 1883 byl jmenován vedoucím účtárny a nakonec v roce 1890 ředitelem obchodní společnosti, kterým byl až do roku 1902. Ještě za svého života byl státním radou a nositelem řádu Dannebrog.
Ještě za jeho života po něm expedice Carlsberg v Grónsku pojmenovala mys Stephensen, který leží mezi mysem Rink pojmenovaným po Hinrichu Johannesu Rinkovi a mysem Ravn pojmenovaným po Nielsu Frederiku Ravnovi, a také přilehlý Stephensenův fjord.

## Rodina
Stephensen nebyl ženatý, ale měl nemanželskou dceru s o 18 let mladší devatenáctiletou Caroline Hjølundovou (1850–1925). Jeho synovec Regnar Stephensen byl později také inspektorem jižního Grónska. Jeho bratr Westy Oddgeir Hilmar Stephensen byl ředitelem Dánské národní banky. Jeho pravnuky byli architekti Hakon Stephensen a Magnus Stephensen.